# Dan P. McAdams
Dan P. McAdams   (Lynwood, 7 de febrer de 1954) és psicòleg de la personalitat i professor Henry Wade Rogers al Departament de Psicologia de la Northwestern University.
Es va criar a Gary, Indiana, on va assistir a la propera Universitat de Valparaiso. L'any 1979 se li va concedir un doctorat del Departament de Relacions Socials de Harvard.
McAdams és l'autor de The Person: An Introduction to the Science of Personality Psychology, un llibre de text per a classe. Va coeditar, amb Amia Lieblich i Ruthellen Josselson, la sèrie d'onze llibres The Narrative Study of Lives. És membre del Grup de treball sobre el capital humà i les oportunitats econòmiques del Becker Friedman Institute for Research in Economics.

## Tres nivells de la personalitat
El «model de personalitat de tres nivells» de McAdams es va basar en el llibre The Happiness Hypothesis de Jonathan Haidt, un dels autors de la teoria dels fonaments morals.
Aquests tres nivells són:
- Trets de disposició, tendències generals d'una persona. Per exemple, les llistes dels cinc grans de trets de la personalitat (els «Cinc grans»): extraversió, neuroticisme, obertura a l'experiència, cordialitat i responsabilitat.
- Adaptacions característiques, desitjos, creences, preocupacions i mecanismes d'afrontament d'una persona.
- Històries de vida, les històries que donen a una vida un sentit d'unitat, sentit i propòsit. Això es coneix com a identitat narrativa.

## Selecció de publicacions

### Llibres
- McAdams, D. P.; Josselson, R.; Lieblich, A. Turns in the road : narrative studies of lives in transition (en anglès).  Washington, DC: American Psychological Association (APA), 2001.
- McAdams, D. P.. The redemptive self: Stories Americans live by (en anglès).  Nova York: Oxford University Press, 2006.
- McAdams, D. P.. The person: An introduction to the science of personality psychology (en anglès).  Nova York: Wiley, 2009.
- McAdams, D. P.. George W. Bush and the redemptive dream: A psychological portrait (en anglès).  Nova York: Oxford University Press, 2011.
- McAdams, D. P.. The art and science of personality development (en anglès).  Nova York: The Guilford Press, 2015.
- McAdams, D. P. The Strange Case of Donald J. Trump: A Psychological Reckoning (en anglès).  Oxford University Press, 2020. ISBN 978-0-197-50747-6.

### Articles i assaigs
- McAdams, D. P. «What do we know when we know a person?» (en anglès). Journal of Personality. Duke University Press, 63(3), 1995, pàg. 365-396.
- McAdams, D. P.; Pals, J. L. «A new Big Five: Fundamental principles for an integrative science of personality» (en anglès). American Psychologist, 61, 2006, pàg. 204-217.
- McAdams, D. P.; Albaugh, M.; Farber, E.; Daniels, J.; Logan, R. L.; Olson, B. «Family metaphors and moral intuitions: How conservatives and liberals narrate their lives» (en anglès). Journal of Personality and Social Psychology, 95, 2008, pàg. 978-990.
- McAdams, D. P.; Olson, B. «Personality development: Continuity and change over the life course» (en anglès). Annual Review of Psychology. Annual Reviews, Inc. [Palo Alto, CA], 61, 2010, pàg. 517-542.
- McAdams, D. P.; Bauer, J. J. «Eudaimonic growth: Narrative growth goals predict increases in ego development and subjective well-being 3 years later» (en anglès). Developmental Psychology, 46, 761-772.
- McAdams, D. P. «The psychological self as actor, agent, and author» (en anglès). Perspectives on Psychological Science, 8, 2013, pàg. 272-295.
- McAdams, D. P.; Manczak, E.; Zapata-Gietl, C. «Regulatory focus in the life story: Prevention and promotion as expressed in three layers of personality» (en anglès). Journal of Personality and Social Psychology, 106, 2014, pàg. 169-181.
- McAdams, D. P.; Guo, J. «Narrating the generative life» (en anglès). Psychological Science, 26, 2015, pàg. 475-483.